# Václava Kuželová
Václava Kuželová (* 25. srpna 1939) byla česká a československá politička Komunistické strany Československa a poslankyně Sněmovny lidu Federálního shromáždění za normalizace.

## Biografie
K roku 1971 a 1976 se profesně uvádí jako agronomka. k roku 1986 se zmiňuje coby vedoucí KPÚ JZD Krásná Hora.
Ve volbách roku 1971 byla zvolena do Sněmovny lidu Federálního shromáždění (volební obvod č. 31 - Sedlčany, Středočeský kraj) jako bezpartijní poslankyně. Mandát obhájila ve volbách roku 1976 (obvod Sedlčany), nyní již jako členka KSČ, ve volbách roku 1981 (obvod Sedlčany) a volbách roku 1986 (obvod Sedlčany). Ve FS setrvala do konce funkčního období, tedy do svobodných voleb roku 1990. Netýkal se jí proces kooptace do Federálního shromáždění po sametové revoluci.